# 螘硕
螘硕（1907年2月5日—1984年11月13日），字式瓒，福建莆田人，教育家。复旦大学法律系毕业，曾任国民党福建省党部执行委员兼组训处长、国立海疆学校校长、福建省参议会参议员等职务。
螘硕於1925年加入国民党。1946年4月，为福建省参议员。1947－1948年，任福建师范大学前身之一国立海疆学校校长。1949年遷居台湾，任教育部特约编审、监察院参事、监察院秘书长，国民党中央委员、中央党务顾问等职。自1962年8月13日起至1984年11月13日止，任监察院秘书长长达22年3个月之久。